# Chris Broderick
Chris Broderick, född 6 mars 1970 i Lakewood, Colorado, USA, är en amerikansk gitarrist i In flames. Han var mellan den 13 januari 2008 och 2014 frontgitarrist i thrash metal-bandet Megadeth, där han ersatte Glen Drover. Tidigare har Broderick spelat i banden Jag Panzer (1997-2008) och Nevermore (2001-2003, 2006-2007). Han spelar sedan 2014 i bandet Act of Defiance som han bildade tillsammans med Shawn Drover, en band-kompis från Megadeth.

## Diskografi (urval)
Studioalbum med Jag Panzer
- 1998 – Age of Mastery
- 2000 – Thane to the Throne
- 2001 – Mechanized Warfare
- 2004 – Casting the Stones

Studioalbum med Megadeth
- 2008 – Endgame
- 2011 – Thirteen
- 2013 – Super Collider

Album med Nevermore
- 2008 – The Year of the Voyager

Studioalbum med Act of Defiance
- 2015 – Birth and the Burial